# Policijska akademija (1984.)
Policijska akademija (engleski izvornik: Police Academy), američka filmska komedija iz 1984. godine. Prva iz franšize Policijske akademije.

## Sažetak
Doživljaji skupine novaka policijske akademije u SAD 1980-ih. Zbog nove politike, primaju se i osobe netipičnih psihofizičkih (ne)sposobnosti.

## Uloge

### Pitomci
- Steve Guttenberg kao Carey Mahoney
- Kim Cattrall kao Karen Thompson
- Bubba Smith kao Moses Hightower
- Donovan Scott kao Leslie Barbara
- Michael Winslow kao Larvell Jones
- Andrew Rubin kao George Martin
- David Graf as Eugene Tackleberry
- Bruce Mahler kao Douglas Fackler
- Marion Ramsey kao Laverne Hooks
- Brant Von Hoffman kao Kyle Blankes
- Scott Thomson kao Chad Copeland

### Osoblje u akademiji
- G. W. Bailey kao Thaddeus Harris
- George Gaynes as Eric Lassard
- Leslie Easterbrook kao Debbie Callahan
- George R. Robertson kao Henry J. Hurst

### Others
- Debralee Scott kao gđa Fackler
- Ted Ross kao kap. Reed
- Doug Lennox kao glavni negativac
- Georgina Spelvin kao prostitutka
- Don Lake kao g. Wig